# Strabidae
Strabidae zijn een uitgestorven familie van tweekleppigen uit de orde Nuculanida.